# Joanna Skrzydlewska
Joanna Katarzyna Skrzydlewska, née le 17 février 1977 à Łódź, est une députée européenne polonaise. Elle est membre de la Plate-forme civique.

## Biographie
Elle est élue députée à la Diète de Pologne lors des Élections législatives de 2005 et réélue en 2007. Elle quitte son mandat au cours de la 6e législature à la suite de son élection au Parlement européen.
Elle est élue députée européenne lors des élections européennes de 2009.
Au cours de la 7e législature au Parlement européen, elle siège au sein du groupe du Parti populaire européen. Elle est membre de la commission des droits de la femme et de l'égalité des genres et de la commission de l'emploi et des affaires sociales.
En juin 2024, elle est élue au poste de maréchal de la voïvodie de Łódź.